# Октахлорид трикремния
Октахлорид трикремния — бинарное неорганическое соединение хлора и кремния,
хлорпроизводное трисилана с формулой Si3Cl8, один из хлоридов кремния,
бесцветная жидкость,
гидролизуется водой.

## Получение
- Пропускание паров хлора через силицид кальция:

{\displaystyle {\mathsf {3SiCa_{2}+10Cl_{2}\ {\xrightarrow {120-150^{o}C}}\ Si_{3}Cl_{8}+6CaCl_{2}}}}
полученную смесь галогенидов разделяют фракционной перегонкой при пониженном давлении.
- Пропускание паров хлора через полимерный дихлорид кремния:

{\displaystyle {\mathsf {3(SiCl_{2})_{n}+4nCl_{2}\ {\xrightarrow {60^{o}C}}\ nSi_{3}Cl_{8}}}}
полученную смесь галогенидов разделяют фракционной перегонкой при пониженном давлении.
- Пропускание хлора через кремний:

{\displaystyle {\mathsf {3Si+4Cl_{2}\ {\xrightarrow {<400^{o}C}}\ Si_{3}Cl_{8}}}}
полученную смесь галогенидов разделяют фракционной перегонкой при пониженном давлении.
- Реакция кремния и хлорида кремния(IV) при высокой температуре:

{\displaystyle {\mathsf {2SiCl_{4}+3Si\ {\xrightarrow {1000-1100^{o}C}}\ Si_{3}Cl_{8}}}}
полученную смесь галогенидов разделяют фракционной перегонкой при пониженном давлении.

## Физические свойства
Октахлорид трикремния образует бесцветную жидкость,
гидролизуется водой.